# Жуманазарова Меерім Рахмадилівна
Меерім Рахмадилівна Жуманазарова (9 листопада 1999 , Першомайськеd, Таласька область ) — киргизька борчиня вільного стилю, чемпіонка світу, чемпіонка, дворазова бронзова призерка чемпіонатів Азії, бронзова призерка Азійських ігор, бронзова призерка Азійських ігор в приміщенні, бронзова призерка Олімпійських ігор 2020, срібна призерка Олімпійських ігор 2024 року.

## Спортивні результати на міжнародних змаганнях

### Виступи на Олімпіадах
| Змагання                    | Збірна     | Вагова категорія          | Місце  |
| --------------------------- | ---------- | ------------------------- | ------ |
| Літні Олімпійські ігри 2020 | Киргизстан | жіноча боротьба, до 68 кг | Бронза |
| Літні Олімпійські ігри 2024 | Киргизстан | жіноча боротьба, до 68 кг | Срібло |

### Виступи на Чемпіонатах світу
| Змагання                        | Збірна     | Вагова категорія          | Місце  |
| ------------------------------- | ---------- | ------------------------- | ------ |
| Чемпіонат світу з боротьби 2017 | Киргизстан | жіноча боротьба, до 69 кг | 13     |
| Чемпіонат світу з боротьби 2018 | Киргизстан | жіноча боротьба, до 68 кг | 13     |
| Чемпіонат світу з боротьби 2021 | Киргизстан | жіноча боротьба, до 68 кг | Золото |
| Чемпіонат світу з боротьби 2022 | Киргизстан | жіноча боротьба, до 68 кг | 14     |
| Чемпіонат світу з боротьби 2023 | Киргизстан | жіноча боротьба, до 68 кг | 10     |

### Виступи на Чемпіонатах Азії
| Змагання                       | Збірна     | Вагова категорія          | Місце  |
| ------------------------------ | ---------- | ------------------------- | ------ |
| Чемпіонат Азії з боротьби 2018 | Киргизстан | жіноча боротьба, до 68 кг | Бронза |
| Чемпіонат Азії з боротьби 2019 | Киргизстан | жіноча боротьба, до 68 кг | Бронза |
| Чемпіонат Азії з боротьби 2022 | Киргизстан | жіноча боротьба, до 68 кг | Срібло |
| Чемпіонат Азії з боротьби 2023 | Киргизстан | жіноча боротьба, до 68 кг | 5      |

### Виступи на Азійських іграх
| Змагання                        | Збірна     | Вагова категорія          | Місце  |
| ------------------------------- | ---------- | ------------------------- | ------ |
| Азійські ігри в приміщенні 2017 | Киргизстан | жіноча боротьба, до 69 кг | Бронза |
| Азійські ігри 2018              | Киргизстан | жіноча боротьба, до 68 кг | Бронза |

### Виступи на Іграх ісламської солідарності
| Змагання                          | Збірна     | Вагова категорія          | Місце  |
| --------------------------------- | ---------- | ------------------------- | ------ |
| Ігри ісламської солідарності 2022 | Киргизстан | жіноча боротьба, до 68 кг | Золото |

### Виступи на Кубках світу
| Змагання                    | Збірна     | Вагова категорія          | Місце  |
| --------------------------- | ---------- | ------------------------- | ------ |
| Кубок світу з боротьби 2020 | Киргизстан | жіноча боротьба, до 68 кг | Золото |

### Виступи на інших змаганнях
| Змагання                                                      | Збірна     | Вагова категорія          | Місце  |
| ------------------------------------------------------------- | ---------- | ------------------------- | ------ |
| Гран-прі Іспанії з боротьби 2015                              | Киргизстан | жіноча боротьба, до 60 кг | 7      |
| Гран-прі «Іван Яригін» 2017                                   | Киргизстан | жіноча боротьба, до 63 кг | 7      |
| Klippan Lady Open 2017                                        | Киргизстан | жіноча боротьба, до 63 кг | 7      |
| Відкритий чемпіонат Польщі з боротьби 2017                    | Киргизстан | жіноча боротьба, до 69 кг | 9      |
| Гран-прі «Іван Яригін» 2018                                   | Киргизстан | жіноча боротьба, до 68 кг | 9      |
| Відкритий чемпіонат Китаю з боротьби 2018                     | Киргизстан | жіноча боротьба, до 68 кг | 5      |
| Henri Deglane Challenge 2019                                  | Киргизстан | жіноча боротьба, до 76 кг | Золото |
| Турнір Дана Колова — Николи Петрова 2019                      | Киргизстан | жіноча боротьба, до 68 кг | 13     |
| Турнір міста Сассарі з боротьби 2019                          | Киргизстан | жіноча боротьба, до 68 кг | 7      |
| Відкритий чемпіонат Польщі з боротьби 2020                    | Киргизстан | жіноча боротьба, до 68 кг | Золото |
| Кубок світу з боротьби 2020                                   | Киргизстан | жіноча боротьба, до 68 кг | Золото |
| Київський міжнародний турнір з боротьби 2021                  | Киргизстан | жіноча боротьба, до 68 кг | Золото |
| Азійський олімпійський кваліфікаційний турнір з боротьби 2021 | Киргизстан | жіноча боротьба, до 68 кг | Срібло |
| Відкритий чемпіонат Польщі з боротьби 2021                    | Киргизстан | жіноча боротьба, до 68 кг | Бронза |
| Турнір Яшара Догу 2022                                        | Киргизстан | жіноча боротьба, до 68 кг | Срібло |
| Турнір Ібрагіма Мустафи 2023                                  | Киргизстан | жіноча боротьба, до 68 кг | Бронза |
| Турнір К. У. Кожомкула і Р. Санатбаєва 2023                   | Киргизстан | жіноча боротьба, до 68 кг | Бронза |
| Олімпійський кваліфікаційний турнір з боротьби 2024 (Бішкек)  | Киргизстан | жіноча боротьба, до 68 кг | Золото |

### Виступи на змаганнях молодших вікових груп
| Змагання                                      | Збірна     | Вагова категорія          | Місце  |
| --------------------------------------------- | ---------- | ------------------------- | ------ |
| Чемпіонат Азії з боротьби серед кадетів 2014  | Киргизстан | жіноча боротьба, до 56 кг | Бронза |
| Чемпіонат Азії з боротьби серед кадетів 2015  | Киргизстан | жіноча боротьба, до 60 кг | Бронза |
| Чемпіонат світу з боротьби серед кадетів 2015 | Киргизстан | жіноча боротьба, до 60 кг | 10     |
| Чемпіонат Азії з боротьби серед кадетів 2016  | Киргизстан | жіноча боротьба, до 65 кг | 5      |
| Чемпіонат світу з боротьби серед кадетів 2016 | Киргизстан | жіноча боротьба, до 65 кг | Бронза |
| Чемпіонат Азії з боротьби серед юніорів 2017  | Киргизстан | жіноча боротьба, до 67 кг | Золото |
| Чемпіонат світу з боротьби серед юніорів 2017 | Киргизстан | жіноча боротьба, до 67 кг | Бронза |
| Чемпіонат Азії з боротьби серед юніорів 2018  | Киргизстан | жіноча боротьба, до 68 кг | Золото |
| Чемпіонат Азії з боротьби серед юніорів 2019  | Киргизстан | жіноча боротьба, до 68 кг | Золото |
| Чемпіонат світу з боротьби серед юніорів 2019 | Киргизстан | жіноча боротьба, до 68 кг | Срібло |
| Чемпіонат Азії з боротьби серед молоді 2022   | Киргизстан | жіноча боротьба, до 68 кг | Золото |